# Esaltazione (astrologia)

I segni ed il grado massimo di esaltazione per i diversi pianeti

L'esaltazione è una delle cinque dignità astrologiche che legano ciascun pianeta ad alcuni segni zodiacali. Opposta all'esaltazione è la caduta.

## Effetti
Secondo l'interpretazione astrologica, quando un pianeta si trova nel segno di esaltazione tutte le sue qualità (positive e negative) vanno considerate aumentate, così come vanno considerati aumentati tutti gli effetti (positivi e negativi) legati alla sua posizione e ai suoi aspetti con gli altri pianeti. La misura (qualitativa) di questo aumento va considerata inferiore rispetto al domicilio e superiore rispetto alle altre dignità.

## Assegnazione delle esaltazioni
Secondo l'astrologia occidentale ogni pianeta può avere la propria esaltazione in un solo segno. Storicamente il concetto di esaltazione esiste fin dall'astrologia ellenistica senza che ci fosse un reale consenso tra le varie scuole astrologiche; fu Claudio Tolomeo nel Tetrabiblos a sintetizzare in modo organico la questione ed attribuire le seguenti esaltazioni:
- Sole: 19º grado dell'Ariete
- Luna: 3º grado del Toro
- Mercurio: 15º grado della Vergine
- Venere: 27º grado dei Pesci
- Marte: 28º grado del Capricorno
- Giove: 15º grado del Cancro
- Saturno: 21º grado della Bilancia

oltre a i nodi lunari
- Nodo lunare nord: 3º grado dei Gemelli
- Nodo lunare sud: 3º grado del Sagittario

Escludendo Mercurio, questa assegnazione è quella più spesso impiegata ancora oggi nell'astrologia occidentale.
All'interno dell'astrologia occidentale esistono alcune scuole che propongono sistemi alternativi nell'assegnazione
delle dignità, comprese le esaltazioni; tra le altre quella di Lisa Morpurgo che propone una visione basata sulla dialettica degli opposti.